# Wild Target
Wild Target é um filme de comédia de 2010,  dirigido por Jonathan Lynn. É baseado no filme francês de 1993 Cible Émouvante. Com roteiro de Lucinda Coxon, a produção ficou por conta de Martin Pope e Michael Rose. O filme conta com Bill Nighy, Emily Blunt, Rupert Grint no elenco. Foi lançado no Brasil em 2011.

## Sinopse
Rose (Emily Blunt) é uma encantadora golpista que se envolve com um assassino internacional chamado Victor (Bill Nighy). Mas quando Victor poupa a vida de Rose, seu coração solitário deflagra uma inusitada cadeia de eventos que vira o mundo de ambos de ponta-cabeça. Seguido pelo aprendiz de atirador Ed (Rupert Grint), o improvável trio se une para frustrar as intenções homicidas do insatisfeito cliente de Victor.

## Elenco
- Bill Nighy ... Victor Maynard
- Emily Blunt ... Rose
- Rupert Grint ... Tony
- Rupert Everett ... Ferguson
- Eileen Atkins ... Mãe de Victor
- Martin Freeman ... Dixon
- Gregor Fisher ... Mike
- Geoff Bell ... Fabian
- Jonathan Lynn ... Voz do papagaio